# Октавная система
Октавная система — способ группировки и обозначения музыкальных звуков на основе их октавного сходства.
Музыкальные звуки, частота которых отличается в два раза, воспринимаются на слух как очень похожие, как повторение одного звука на разной высоте. Это явление называется октавным сходством звуков. На основе этого весь диапазон частот используемых в музыке звуков делится на участки, называемые октавами, при этом частота звуков в каждой последующей октаве будет в два раза выше чем в предыдущей, а схожие звуки получают одинаковые названия ступеней.
Расположение частотных границ октав условно и выбрано таким образом, чтобы каждая октава начиналась с первой ступени («До») равномерно темперированного двенадцатизвукового строя и при этом частота 6-й ступени («Ля») одной из октав (называемой «первой») составляла бы 440 Гц.

## Обозначения октав
Диапазон применимых в музыке звуков разбит на 9 октав, каждая из которых имеет своё название. Кроме того существуют разные способы обозначения принадлежности звука той или иной октаве, из которых наиболее распространены два — нотация Гельмгольца и научная нотация.

### Наименования октав
Октава, лежащая посередине диапазона используемых в музыке звуков, называется «Первая октава», следующая вверх — «Вторая», затем «Третья», «Четвёртая» и «Пятая». Октавы ниже 1-й имеют собственные названия: «Малая октава» — это октава ниже 1-й, «Большая» — ниже малой, «Контроктава» — ниже большой и наконец «Субконтроктава» — ниже контроктавы — самая низкая из слышимых октав. Октавы ниже субконтроктавы и выше 5-й октавы выходят за диапазон применяемых в музыке звуков и потому не имеют собственных названий и обозначений звуков.

### Нотация Гельмгольца
Была предложена немецким математиком Германом Гельмгольцем в своей работе «Учение о слуховых ощущениях как физиологическая основа для теории музыки» (нем. Die Lehre von den Tonempfindungen als physiologische Grundlage für die Theorie der Musik, 1863). Эта нотация основана на комбинации способа записи названия ступени — с большой либо маленькой буквы, числе штрихов рядом с названием ступени — от одного до пяти (вместо штрихов также используются арабские цифры) и места постановки штрихов — снизу либо сверху. Нотация Гельмгольца может быть применена как со слоговой системой наименования ступеней, так и с буквенной.

### Научная нотация
Второй способ обозначения октав называется «научная система обозначения высоты звука». Впервые была предложена в 1939 году Американским акустическим обществом. В научной нотации номер октавы записывается сразу после обозначения ступени, при этом октавы нумеруются начиная с самой низкой слышимой (субконтроктавы), которой присваивается номер 0. Эта нотация применяется только с буквенной системой наименования ступеней.

## Список октав[4]

### Субконтроктава
Включает звуки с частотами от 16,352 Гц (включительно) до 32,703 Гц. Самая низкая из слышимых октав, как правило нижние ступени этой октавы в музыке не используются. В нотации Гельмгольца наименования ступеней записываются с большой буквы и справа снизу ставится цифра 2 (или два штриха). В научной нотации имеет номер 0. Ноты субконтроктавы способны брать бас-профундо и штробас.
| Номер ступени | Частота, Гц | Слоговое обозначение по Гельмгольцу | Буквенное обозначение по Гельмгольцу | Научная нотация | Современная музыкальная нотация |
| ------------- | ----------- | ----------------------------------- | ------------------------------------ | --------------- | ------------------------------- |
| 1             | 16,352      | До2                                 | C2                                   | C0              | Субконтроктава                  |
| 2             | 18,354      | Ре2                                 | D2                                   | D0              | Субконтроктава                  |
| 3             | 20,602      | Ми2                                 | E2                                   | E0              | Субконтроктава                  |
| 4             | 21,827      | Фа2                                 | F2                                   | F0              | Субконтроктава                  |
| 5             | 24,500      | Соль2                               | G2                                   | G0              | Субконтроктава                  |
| 6             | 27,500      | Ля2                                 | A2                                   | A0              | Субконтроктава                  |
| 7             | 30,868      | Си2                                 | H2*                                  | B0              | Субконтроктава                  |

* В США вместо буквы H для ноты «си» используется буква B, которая в европейской системе означает «си-бемоль».

### Контроктава
Включает звуки с частотами от 32,703 Гц (включительно) до 65,406 Гц. В нотации Гельмгольца наименования ступеней записываются с большой буквы и справа снизу ставится цифра 1 (или один штрих). В научной нотации имеет номер 1. Голос человека (способный исполнять подобные ноты) — бас-профундо (Владимир Миллер).
| Номер ступени | Частота, Гц | Слоговое обозначение по Гельмгольцу | Буквенное обозначение по Гельмгольцу | Научная нотация | Современная музыкальная нотация |
| ------------- | ----------- | ----------------------------------- | ------------------------------------ | --------------- | ------------------------------- |
| 1             | 32,703      | До1                                 | C1                                   | C1              | Контроктава                     |
| 2             | 36,708      | Ре1                                 | D1                                   | D1              | Контроктава                     |
| 3             | 41,203      | Ми1                                 | E1                                   | E1              | Контроктава                     |
| 4             | 43,654      | Фа1                                 | F1                                   | F1              | Контроктава                     |
| 5             | 48,999      | Соль1                               | G1                                   | G1              | Контроктава                     |
| 6             | 55,000      | Ля1                                 | A1                                   | A1              | Контроктава                     |
| 7             | 61,735      | Си1                                 | H1                                   | B1              | Контроктава                     |

### Большая октава
Включает звуки с частотами от 65,406 Гц (включительно) до 130,81 Гц. В нотации Гельмгольца наименования ступеней записываются с большой буквы без дополнительных цифр или штрихов. В научной нотации имеет номер 2. Голос человека (способный исполнять подобные ноты) — бас-профундо, бас, баритон, тенор; штробас. Среди женщин — например, Мэрайя Кэри, Джорджия Браун (сопрано).
| Номер ступени | Частота, Гц | Слоговое обозначение по Гельмгольцу | Буквенное обозначение по Гельмгольцу | Научная нотация | Современная музыкальная нотация |
| ------------- | ----------- | ----------------------------------- | ------------------------------------ | --------------- | ------------------------------- |
| 1             | 65,406      | До                                  | C                                    | C2              | Большая октава                  |
| 2             | 73,416      | Ре                                  | D                                    | D2              | Большая октава                  |
| 3             | 82,407      | Ми                                  | E                                    | E2              | Большая октава                  |
| 4             | 87,307      | Фа                                  | F                                    | F2              | Большая октава                  |
| 5             | 97,999      | Соль                                | G                                    | G2              | Большая октава                  |
| 6             | 110,00      | Ля                                  | A                                    | A2              | Большая октава                  |
| 7             | 123,47      | Си                                  | H                                    | B2              | Большая октава                  |

### Малая октава
Включает звуки с частотами от 130,81 Гц (включительно) до 261,63 Гц. В нотации Гельмгольца наименования ступеней записываются с маленькой буквы без дополнительных цифр или штрихов. В научной нотации имеет номер 3. Голос человека (способный исполнять подобные ноты) — бас-профундо, бас, баритон, бас-баритон, тенор, тенор-альтино, контратенор, контральто, меццо-сопрано, сопрано.
| Номер ступени | Частота, Гц | Слоговое обозначение по Гельмгольцу | Буквенное обозначение по Гельмгольцу | Научная нотация | Современная музыкальная нотация |
| ------------- | ----------- | ----------------------------------- | ------------------------------------ | --------------- | ------------------------------- |
| 1             | 130,81      | до                                  | c                                    | C3              | Малая октава                    |
| 2             | 146,83      | ре                                  | d                                    | D3              | Малая октава                    |
| 3             | 164,81      | ми                                  | e                                    | E3              | Малая октава                    |
| 4             | 174,61      | фа                                  | f                                    | F3              | Малая октава                    |
| 5             | 196,00      | соль                                | g                                    | G3              | Малая октава                    |
| 6             | 220,00      | ля                                  | a                                    | A3              | Малая октава                    |
| 7             | 246,94      | си                                  | h                                    | B3              | Малая октава                    |

### Первая октава
Включает звуки с частотами от 261,63 Гц (включительно) до 523,25 Гц. Средняя октава звукоряда музыкальной системы. В нотации Гельмгольца наименования ступеней записываются с маленькой буквы, справа сверху пишется цифра 1 (или один штрих). В научной нотации имеет номер 4. Голос человека (способный исполнять подобные ноты) — бас-профундо, бас, баритон, тенор, тенор-альтино, контратенор, контральто, меццо-сопрано, сопрано.
| Номер ступени | Частота, Гц | Слоговое обозначение по Гельмгольцу | Буквенное обозначение по Гельмгольцу | Научная нотация | Современная музыкальная нотация |
| ------------- | ----------- | ----------------------------------- | ------------------------------------ | --------------- | ------------------------------- |
| 1             | 261,63      | до1                                 | c1                                   | C4              | Первая октава                   |
| 2             | 293,66      | ре1                                 | d1                                   | D4              | Первая октава                   |
| 3             | 329,63      | ми1                                 | e1                                   | E4              | Первая октава                   |
| 4             | 349,23      | фа1                                 | f1                                   | F4              | Первая октава                   |
| 5             | 392,00      | соль1                               | g1                                   | G4              | Первая октава                   |
| 6             | 440,00      | ля1                                 | a1                                   | A4              | Первая октава                   |
| 7             | 493,88      | си1                                 | h1                                   | B4              | Первая октава                   |

### Вторая октава
Включает звуки с частотами от 523,25 Гц (включительно) до 1046,5 Гц. В нотации Гельмгольца наименования ступеней записываются с маленькой буквы, справа сверху пишется цифра 2 (или два штриха). В научной нотации имеет номер 5. Голос человека (способный исполнять подобные ноты) — тенор, тенор-альтино, контратенор, контральто, меццо-сопрано, сопрано.
| Номер ступени | Частота, Гц | Слоговое обозначение по Гельмгольцу | Буквенное обозначение по Гельмгольцу | Научная нотация | Современная музыкальная нотация |
| ------------- | ----------- | ----------------------------------- | ------------------------------------ | --------------- | ------------------------------- |
| 1             | 523,25      | до2                                 | c2                                   | C5              | Вторая октава                   |
| 2             | 587,32      | ре2                                 | d2                                   | D5              | Вторая октава                   |
| 3             | 659,26      | ми2                                 | e2                                   | E5              | Вторая октава                   |
| 4             | 698,46      | фа2                                 | f2                                   | F5              | Вторая октава                   |
| 5             | 783,99      | соль2                               | g2                                   | G5              | Вторая октава                   |
| 6             | 880,00      | ля2                                 | a2                                   | A5              | Вторая октава                   |
| 7             | 987,77      | си2                                 | h2                                   | B5              | Вторая октава                   |

### Третья октава
Включает звуки с частотами от 1046,5 Гц (включительно) до 2093,0 Гц. В нотации Гельмгольца наименования ступеней записываются с маленькой буквы, справа сверху пишется цифра 3 (или три штриха). В научной нотации имеет номер 6. Голос человека (способный исполнять подобные ноты) — тенор-альтино/контратенор (Иван Козловский, Витас ), сопрано (Алла Грачёва дочь Витаса)   
| Номер ступени | Частота, Гц | Слоговое обозначение по Гельмгольцу | Буквенное обозначение по Гельмгольцу | Научная нотация | Современная музыкальная нотация |
| ------------- | ----------- | ----------------------------------- | ------------------------------------ | --------------- | ------------------------------- |
| 1             | 1046,5      | до3                                 | c3                                   | C6              | Третья октава                   |
| 2             | 1174,7      | ре3                                 | d3                                   | D6              | Третья октава                   |
| 3             | 1318,5      | ми3                                 | e3                                   | E6              | Третья октава                   |
| 4             | 1396,9      | фа3                                 | f3                                   | F6              | Третья октава                   |
| 5             | 1568,0      | соль3                               | g3                                   | G6              | Третья октава                   |
| 6             | 1760,0      | ля3                                 | a3                                   | A6              | Третья октава                   |
| 7             | 1975,5      | си3                                 | h3                                   | B6              | Третья октава                   |

### Четвёртая октава
Включает звуки с частотами от 2093,0 Гц (включительно) до 4186,0 Гц. В нотации Гельмгольца наименования ступеней записываются с маленькой буквы, справа сверху пишется цифра 4 (или четыре штриха). В научной нотации имеет номер 7. Голос человека — свистковый регистр (Мэрайя Кэри).
| Номер ступени | Частота, Гц | Слоговое обозначение по Гельмгольцу | Буквенное обозначение по Гельмгольцу | Научная нотация | Современная музыкальная нотация |
| ------------- | ----------- | ----------------------------------- | ------------------------------------ | --------------- | ------------------------------- |
| 1             | 2093,0      | до4                                 | c4                                   | C7              | Четвертая октава                |
| 2             | 2349,3      | ре4                                 | d4                                   | D7              | Четвертая октава                |
| 3             | 2637,0      | ми4                                 | e4                                   | E7              | Четвертая октава                |
| 4             | 2793,8      | фа4                                 | f4                                   | F7              | Четвертая октава                |
| 5             | 3136,0      | соль4                               | g4                                   | G7              | Четвертая октава                |
| 6             | 3520,0      | ля4                                 | a4                                   | A7              | Четвертая октава                |
| 7             | 3951,1      | си4                                 | h4                                   | B7              | Четвертая октава                |

### Пятая октава
Включает звуки с частотами от 4186,0 Гц (включительно) до 8372,0 Гц. Самая высокая из используемых в музыке октав, верхние ступени (выше «До») применяются очень редко. В нотации Гельмгольца наименования ступеней записываются с маленькой буквы, справа сверху пишется цифра 5 (или пять штрихов). В научной нотации имеет номер 8. Голос человека (способный исполнять подобные ноты) — свистковый регистр (Адам Лопес, Джорджия Браун, Димаш Кудайберген, Дэния).
| Номер ступени | Частота, Гц | Слоговое обозначение по Гельмгольцу | Буквенное обозначение по Гельмгольцу | Научная нотация | Современная музыкальная нотация |
| ------------- | ----------- | ----------------------------------- | ------------------------------------ | --------------- | ------------------------------- |
| 1             | 4186,0      | до5                                 | c5                                   | C8              | Пятая октава                    |
| 2             | 4698,6      | ре5                                 | d5                                   | D8              | Пятая октава                    |
| 3             | 5274,0      | ми5                                 | e5                                   | E8              | Пятая октава                    |
| 4             | 5587,7      | фа5                                 | f5                                   | F8              | Пятая октава                    |
| 5             | 6271,9      | соль5                               | g5                                   | G8              | Пятая октава                    |
| 6             | 7040,0      | ля5                                 | a5                                   | A8              | Пятая октава                    |
| 7             | 7902,1      | си5                                 | h5                                   | B8              | Пятая октава                    |

### Рекордные вокальные диапазоны
Согласно книге рекордов Гиннесса, мировые рекорды на самую высокую ноту среди мужчин: 
- В 2017 году казахский певец Димаш Кудайберген взял ноту ре 5-й октавы в исполнении песни «Незабываемый день» на фестивале GAKKU в столице Казахстана.
- Австралийский музыкант испанского происхождения Адам Лопес в 2005 году взял до-диез пятой октавы.
- В 2017 году китаец Ван Сяолун (Wang Xiaolong) взял ми пятой октавы [5].
- Согласно последней версии книги рекордов Гиннеса (09.09.2024), новый рекорд на самую высокую ноту среди мужчин установлен иранцем Амирхоссейном Молаи (Amirhossein Molaei) в Тегеране 31 июля 2019 года. Вокалисту удалось взять фа-диез пятой октавы (F#8, 5989 Гц).

Мировой рекорд на самую высокую ноту среди женщин и абсолютный: 
- Бразильская певица итальянского происхождения Джорджия Браун в 2004 году взяла фа пятой октавы (F8). Также у Джорджии Браун с 2004 года мировой рекорд на самый широкий вокальный диапазон среди женщин: от си (B2) большой октавы до фа (F8) пятой октавы (5 октав и 4 ноты)[6].

Мировой рекорд на самую низкую ноту среди женщин с 2018 года принадлежит Хелен Лейхи из Германии (Helen Leahey): ре большой октавы (72,5 Гц), её самая высокая нота — ре второй октавы. 
Мировой рекорд на самую низкую ноту среди мужчин и абсолютный — у американского певца Тима Стормса, чей голос с годами становится ниже, из-за чего он несколько раз обновлял рекорд: в 2002 и 2008 годах, с 2012 года G−7 или 0,189 Гц. 
Мировой рекорд среди мужчин и абсолютный на самый широкий диапазон — также у Тима Стормса, 10 октав с 2008 года, от G/G#−5 до G/G#5 (неточные ноты, 0,7973 Гц — 807,3 Гц, его самая высокая нота соль второй октавы), но большая часть этого диапазона относится к инфразвуку, не слышимому человеческим ухом и регистрируемому только специальными приборами, тогда как у Джорджии Браун весь вокальный диапазон слышимый.

## Схема
С помощью данной схемы или клавиатуры фортепиано возможно нахождение частоты звука. Для этого можно пользоваться следующей формулой:
 где n — это порядковый номер ступени (на клавиатуре номер клавиши слева), начиная с «ля» субконтроктавы, отсчитывается с нуля.
Например, для нахождения частоты «ре» малой октавы n будет равно 29:

### Таблица соответствия нот частотам
| Частоты в герцах (интервал от До первой октавы в полутонах)                                                     | Частоты в герцах (интервал от До первой октавы в полутонах) | Частоты в герцах (интервал от До первой октавы в полутонах) | Частоты в герцах (интервал от До первой октавы в полутонах) | Частоты в герцах (интервал от До первой октавы в полутонах) | Частоты в герцах (интервал от До первой октавы в полутонах) | Частоты в герцах (интервал от До первой октавы в полутонах) | Частоты в герцах (интервал от До первой октавы в полутонах) | Частоты в герцах (интервал от До первой октавы в полутонах) | Частоты в герцах (интервал от До первой октавы в полутонах) | Частоты в герцах (интервал от До первой октавы в полутонах) | Частоты в герцах (интервал от До первой октавы в полутонах) |
| Октава → Нота ↓                                                                                                 | Суб-контр                                                   | Контр                                                       | Большая                                                     | Малая                                                       | 1                                                           | 2                                                           | 3                                                           | 4                                                           | 5                                                           | 6                                                           | 7                                                           |
| --- | ----------------------------------------------------------- | ----------------------------------------------------------- | ----------------------------------------------------------- | ----------------------------------------------------------- | ----------------------------------------------------------- | ----------------------------------------------------------- | ----------------------------------------------------------- | ----------------------------------------------------------- | ----------------------------------------------------------- | ----------------------------------------------------------- | ----------------------------------------------------------- |
| C | 16,352 (−48)                                                | 32,703 (−36)                                                | 65,406 (−24)                                                | 130,81 (−12)                                                | 261,63 (±0)                                                 | 523,25 (+12)                                                | 1046,5 (+24)                                                | 2093,0 (+36)                                                | 4186,0 (+48)                                                | 8372,0 (+60)                                                | 16744.0 (+72)                                               |
| C♯ / D♭ | 17,324 (−47)                                                | 34,648 (−35)                                                | 69,296 (−23)                                                | 138,59 (−11)                                                | 277,18 (+1)                                                 | 554,37 (+13)                                                | 1108,7 (+25)                                                | 2217,5 (+37)                                                | 4434,9 (+49)                                                | 8869,8 (+61)                                                | 17739.7 (+73)                                               |
| D | 18,354 (−46)                                                | 36,708 (−34)                                                | 73,416 (−22)                                                | 146,83 (−10)                                                | 293,66 (+2)                                                 | 587,33 (+14)                                                | 1174,7 (+26)                                                | 2349,3 (+38)                                                | 4698,6 (+50)                                                | 9397,3 (+62)                                                | 18794.5 (+74)                                               |
| D♯ / E♭ | 19,445 (−45)                                                | 38,891 (−33)                                                | 77,782 (−21)                                                | 155,56 (−9)                                                 | 311,13 (+3)                                                 | 622,25 (+15)                                                | 1244,5 (+27)                                                | 2489,0 (+39)                                                | 4978,0 (+51)                                                | 9956,1 (+63)                                                | 19912.1 (+75)                                               |
| E | 20,602 (−44)                                                | 41,203 (−32)                                                | 82,407 (−20)                                                | 164,81 (−8)                                                 | 329,63 (+4)                                                 | 659,26 (+16)                                                | 1318,5 (+28)                                                | 2637,0 (+40)                                                | 5274,0 (+52)                                                | 10548 (+64)                                                 | 21096.2 (+76)                                               |
| F | 21,827 (−43)                                                | 43,654 (−31)                                                | 87,307 (−19)                                                | 174,61 (−7)                                                 | 349,23 (+5)                                                 | 698,46 (+17)                                                | 1396,9 (+29)                                                | 2793,8 (+41)                                                | 5587,7 (+53)                                                | 11175 (+65)                                                 | 22350.6 (+77)                                               |
| F♯ / G♭ | 23,125 (−42)                                                | 46,249 (−30)                                                | 92,499 (−18)                                                | 185,00 (−6)                                                 | 369,99 (+6)                                                 | 739,99 (+18)                                                | 1480,0 (+30)                                                | 2960,0 (+42)                                                | 5919,9 (+54)                                                | 11840 (+66)                                                 | 23679.6 (+78)                                               |
| G | 24,500 (−41)                                                | 48,999 (−29)                                                | 97,999 (−17)                                                | 196,00 (−5)                                                 | 392,00 (+7)                                                 | 783,99 (+19)                                                | 1568,0 (+31)                                                | 3136,0 (+43)                                                | 6271,9 (+55)                                                | 12544 (+67)                                                 | 25087.7 (+79)                                               |
| G♯ / A♭ | 25,957 (−40)                                                | 51,913 (−28)                                                | 103,83 (−16)                                                | 207,65 (−4)                                                 | 415,30 (+8)                                                 | 830,61 (+20)                                                | 1661,2 (+32)                                                | 3322,4 (+44)                                                | 6644,9 (+56)                                                | 13290 (+68)                                                 | 26579.5 (+80)                                               |
| A | 27,500 (−39)                                                | 55,000 (−27)                                                | 110,00 (−15)                                                | 220,00 (−3)                                                 | 440,00 (+9)                                                 | 880,00 (+21)                                                | 1760,0 (+33)                                                | 3520,0 (+45)                                                | 7040,0 (+57)                                                | 14080 (+69)                                                 | 28160.0 (+81)                                               |
| A♯ / B | 29,135 (−38)                                                | 58,270 (−26)                                                | 116,54 (−14)                                                | 233,08 (−2)                                                 | 466,16 (+10)                                                | 932,33 (+22)                                                | 1864,7 (+34)                                                | 3729,3 (+46)                                                | 7458,6 (+58)                                                | 14917 (+70)                                                 | 29834.5 (+82)                                               |
| H | 30,868 (−37)                                                | 61,735 (−25)                                                | 123,47 (−13)                                                | 246,94 (−1)                                                 | 493,88 (+11)                                                | 987,77 (+23)                                                | 1975,5 (+35)                                                | 3951,1 (+47)                                                | 7902,1 (+59)                                                | 15804 (+71)                                                 | 31608.5 (+83)                                               |
| Примечание: В американской традиции нота Си обозначается как «B» вместо «H», а Си бемоль - как «B♭» вместо «B». |                                                             |                                                             |                                                             |                                                             |                                                             |                                                             |                                                             |                                                             |                                                             |                                                             |                                                             |